# Austorc de Segret
Austorc de Segret (fl....post 1270...) fou un trobador occità, concretament de l'Alvèrnia. Se'n conserva només un sirventès.

## Vida
L'únic sirventès que s'ha conservat d'Austorc també ve a ser, en alguns versos, un planh per Lluís IX de França en la seva mort (1270) en el decurs de la vuitena Croada. El sirventès, per tant, està escrit en els anys immediatament posteriors. En el text el trobador es lamenta també de les derrotes que pateixen els cristians davant dels pagans i lamenta que Déu no els ajudi. També critica Carles d'Anjou, germà de Lluís, per haver aconsellat el seu germà d'atacar Tunis i no Terra Santa i per haver pactat amb els musulmans després de la mort del seu germà. El sirventès l'envia a través d'un joglar anomenat Cotellet a Ot de Lomanha.

## Obra
- (41,1)[1] No sai qui⋅m so, tan suy desconoyssens (sirventès; està fet seguint la mètrica i, per tant, la música, d'una composició de Sordel)

### Repertoris
- Alfred Pillet / Henry Carstens, Bibliographie der Troubadours von Dr. Alfred Pillet […] ergänzt, weitergeführt und herausgegeben von Dr. Henry Carstens. Halle : Niemeyer, 1933 [Austorc de Segret és el número PC 41]